# Championnat d'Uruguay de football 1997
Navigation
Saison précédente Saison suivante
La saison 1997 du Championnat d'Uruguay de football est la quatre-vingt-quinzième édition du championnat de première division en Uruguay. Les douze meilleurs clubs du pays sont regroupés au sein d'une poule unique, la Primera División, où ils s'affrontent lors de deux tournois saisonniers. Les vainqueurs de chaque tournoi s’affrontent en finale nationale pour le titre. 
C'est le Club Atlético Peñarol, quadruple tenant du titre,  qui est à nouveau sacré champion d'Uruguay cette saison après avoir battu en finale le Defensor Sporting Club. C'est le 43e titre de champion d'Uruguay de l’histoire du club.

## Qualifications continentales
C'est par le biais de la Liguilla que l'on connaît les deux équipes qualifiées pour la Copa Libertadores 1998 et les deux représentants uruguayens en Copa CONMEBOL 1998. Deux formations prennent également part à la nouvelle compétition régionale, la Copa Mercosur.

## Les clubs participants
| - CA Peñarol - Defensor Sporting Club - Club Nacional de Football - Racing Club de Montevideo - Promu de D2 - Huracán Buceo - CA River Plate | - Danubio FC - CA Cerro - Liverpool Fútbol Club - Rampla Juniors Fútbol Club - Montevideo Wanderers - Club Atlético Rentistas - Promu de D2 |

## Compétition

### Classement
Le barème utilisé pour établir le classement est le suivant :
- Victoire : 3 points
- Match nul : 1 point
- Défaite : 0 point

| Rang | Équipe                     | Pts | J  | G | N | P | Bp | Bc | Diff |
| ---- | -------------------------- | --- | -- | - | - | - | -- | -- | ---- |
| 1    | Club Nacional de Football  | 25  | 11 | 8 | 1 | 2 | 26 | 11 | +15  |
| 2    | Club Atlético River Plate  | 22  | 11 | 6 | 4 | 1 | 24 | 14 | +10  |
| 3    | Club Atlético PeñarolT     | 21  | 11 | 6 | 3 | 2 | 22 | 11 | +11  |
| 4    | Defensor Sporting Club     | 20  | 11 | 6 | 2 | 3 | 20 | 11 | +9   |
| 5    | Liverpool Fútbol Club      | 19  | 11 | 5 | 4 | 2 | 15 | 13 | +2   |
| 6    | Rampla Juniors Fútbol Club | 14  | 11 | 4 | 2 | 5 | 12 | 18 | -6   |
| 7    | Montevideo Wanderers       | 13  | 11 | 3 | 4 | 4 | 12 | 13 | -1   |
| 8    | Huracán Buceo              | 13  | 11 | 4 | 1 | 6 | 15 | 19 | -4   |
| 9    | Danubio Fútbol Club        | 13  | 11 | 4 | 1 | 6 | 10 | 14 | -4   |
| 10   | Club Atlético RentistasP   | 8   | 11 | 2 | 2 | 7 | 4  | 19 | -15  |
| 11   | Club Atlético Cerro        | 7   | 11 | 1 | 4 | 6 | 8  | 15 | -7   |
| 12   | Racing Club de MontevideoP | 7   | 11 | 1 | 4 | 6 | 8  | 18 | -10  |

| Rang | Équipe                     | Pts | J  | G | N | P | Bp | Bc | Diff |
| ---- | -------------------------- | --- | -- | - | - | - | -- | -- | ---- |
| 1    | Defensor Sporting Club     | 24  | 11 | 7 | 3 | 1 | 16 | 9  | +7   |
| 2    | Club Atlético PeñarolT     | 23  | 11 | 7 | 2 | 2 | 29 | 13 | +16  |
| 3    | Club Atlético River Plate  | 19  | 11 | 6 | 1 | 4 | 12 | 11 | +1   |
| 4    | Liverpool Fútbol Club      | 18  | 11 | 4 | 6 | 1 | 15 | 13 | +2   |
| 5    | Club Atlético Cerro        | 15  | 11 | 4 | 3 | 4 | 16 | 13 | +3   |
| 6    | Club Nacional de Football  | 15  | 11 | 4 | 3 | 4 | 20 | 18 | +2   |
| 7    | Huracán Buceo              | 15  | 11 | 4 | 3 | 4 | 12 | 13 | -1   |
| 8    | Club Atlético RentistasP   | 14  | 11 | 4 | 2 | 5 | 10 | 18 | -8   |
| 9    | Montevideo Wanderers       | 12  | 11 | 3 | 3 | 5 | 9  | 13 | -4   |
| 10   | Racing Club de MontevideoP | 12  | 11 | 3 | 3 | 5 | 14 | 19 | -5   |
| 11   | Rampla Juniors Fútbol Club | 9   | 11 | 2 | 3 | 6 | 10 | 14 | -4   |
| 12   | Danubio Fútbol Club        | 4   | 11 | 0 | 4 | 7 | 13 | 22 | -9   |

### Classement cumulé
| Rang | Équipe                       | Pts | J  | G  | N  | P  | Bp | Bc | Diff |
| ---- | ---------------------------- | --- | -- | -- | -- | -- | -- | -- | ---- |
| 1    | Club Atlético PeñarolT       | 44  | 22 | 13 | 5  | 4  | 51 | 24 | +27  |
| 2    | Defensor Sporting ClubClo    | 44  | 22 | 13 | 5  | 4  | 36 | 20 | +16  |
| 3    | Club Atlético River Plate    | 41  | 22 | 12 | 5  | 5  | 36 | 25 | +11  |
| 4    | Club Nacional de FootballOuv | 40  | 22 | 12 | 4  | 6  | 46 | 29 | +17  |
| 5    | Liverpool Fútbol Club        | 37  | 22 | 9  | 10 | 3  | 30 | 26 | +4   |
| 6    | Huracán Buceo                | 28  | 22 | 8  | 4  | 10 | 27 | 32 | -5   |
| 7    | Montevideo Wanderers         | 23  | 22 | 6  | 7  | 9  | 21 | 26 | -5   |
| 8    | Rampla Juniors Fútbol Club   | 23  | 22 | 6  | 5  | 11 | 22 | 32 | -10  |
| 9    | Club Atlético Cerro          | 22  | 22 | 5  | 7  | 10 | 24 | 28 | -4   |
| 10   | Club Atlético RentistasP     | 22  | 22 | 6  | 4  | 12 | 14 | 37 | -23  |
| 11   | Racing Club de MontevideoP   | 19  | 22 | 4  | 7  | 11 | 22 | 37 | -15  |
| 12   | Danubio Fútbol Club          | 17  | 22 | 4  | 5  | 13 | 23 | 36 | -13  |

|  | Qualification pour la Liguilla pré-Libertadores                                                             |
|  | Participation au barrage de promotion-relégation                                                            |
|  | Relégation directe en deuxième division                                                                     |
|  | T : Tenant du titre Ouv : Vainqueur du Tournoi Ouverture Clo : Vainqueur du Tournoi Clôture P : Promu de D2 |

### Finale pour le titre
|  | Demi-finales          | Demi-finales              | Demi-finales      | Demi-finales           |                       |                       | Finale | Finale | Finale | Finale |
|  |                       |                           |                   |                        |                       |                       |        |        |        |        |
|  |                       |                           |                   |                        |                       |                       |        |        |        |        |
|  | Vainqueur Ouverture   | Club Nacional de Football | 2                 | 2                      |                       |                       |        |        |        |        |
|  | Vainqueur Ouverture   | Club Nacional de Football | 2                 | 2                      |                       |                       |        |        |        |        |
|  | 1er Classement cumulé | Club Atlético Peñarol     | 3                 | 3                      |                       |                       |        |        |        |        |
|  | 1er Classement cumulé | Club Atlético Peñarol     | 3                 | 3                      | 1er Classement cumulé | Club Atlético Peñarol | 1      | 3      |        |        |
|  |                       |                           |                   |                        | 1er Classement cumulé | Club Atlético Peñarol | 1      | 3      |        |        |
|  |                       |                           | Vainqueur Clôture | Defensor Sporting Club | 0                     | 0                     |        |        |        |        |
|  |                       |                           |                   |                        | 0                     | 0                     |        |        |        |        |
|  |                       |                           |                   |                        |                       |                       |        |        |        |        |
|  |                       |                           |                   |                        |                       |                       |        |        |        |        |
|  |                       |                           |                   |                        |                       |                       |        |        |        |        |

### Barrage de promotion-relégation
| Équipe 1                    | Résultat | Équipe 2                | Aller | Retour |
| --------------------------- | -------- | ----------------------- | ----- | ------ |
| Club Atlético Progreso (D2) | 3 - 5    | Club Atlético Rentistas | 2 - 2 | 1 - 3  |

### Liguilla pré-Libertadores
Les six premiers du classement et les deux qualifiés via le Tournoi National disputent la Liguilla pour déterminer les qualifiés pour la Copa Libertadores et la Copa CONMEBOL.
Phase de poules :
| Rang | Équipe                  | Pts | J | G | N | P | Bp | Bc | Diff |
| ---- | ----------------------- | --- | - | - | - | - | -- | -- | ---- |
| 1    | Club Atlético Peñarol   | 9   | 3 | 3 | 0 | 0 | 9  | 2  | +7   |
| 2    | CA River Plate          | 4   | 3 | 1 | 1 | 1 | 11 | 5  | +6   |
| 3    | Defensor Sporting Club  | 4   | 3 | 1 | 1 | 1 | 5  | 3  | +2   |
| 4    | Club Atlético Rio Negro | 0   | 3 | 3 | 0 | 0 | 1  | 16 | -15  |

| Rang | Équipe                       | Pts | J | G | N | P | Bp | Bc | Diff |
| ---- | ---------------------------- | --- | - | - | - | - | -- | -- | ---- |
| 1    | Club Nacional de Football    | 9   | 3 | 3 | 0 | 0 | 10 | 1  | +9   |
| 2    | Huracan Buceo                | 6   | 3 | 2 | 0 | 1 | 7  | 5  | +2   |
| 3    | Liverpool Fútbol Club        | 3   | 3 | 1 | 0 | 2 | 4  | 6  | -2   |
| 4    | Club Atlético Punta del Este | 0   | 3 | 3 | 0 | 0 | 2  | 11 | -9   |

Demi-finales :
| Équipe 1       | Résultat      | Équipe 2                  |
| -------------- | ------------- | ------------------------- |
| Huracan Bueco  | 0 - 1         | Club Atlético Peñarol     |
| CA River Plate | 1 - 1 2-4 tab | Club Nacional de Football |

## Bilan de la saison
| Championnat d'Uruguay de football 1997 |                                        |
| Champion                               | Club Atlético Peñarol (43e titre)      |
| Qualifications continentales           |                                        |
| Copa Libertadores 1998                 | Club Atlético Peñarol                  |
| Copa Libertadores 1998                 | Club Nacional de Football              |
| Copa CONMEBOL 1998                     | CA River Plate                         |
| Copa CONMEBOL 1998                     | Huracan Buceo                          |
| Copa Mercosur 1998                     | Club Nacional de Football              |
| Copa Mercosur 1998                     | Club Atlético Peñarol                  |
| Promotions et relégations              |                                        |
| Promus en Primera División             | Club Atlético Bella Vista              |
| Promus en Primera División             | Club Social y Deportivo Villa Española |
| Relégués en Primera B                  | Club Atlético Cerro                    |
| Relégués en Primera B                  | Racing Club de Montevideo              |